# Азербайджанский университет языков
Азербайджанский университет языков (азерб. Azərbaycan Dillər Universiteti) — высшее учебное заведение Азербайджана.

## История
9 октября 1937 года Совет Народных Комиссаров Азербайджанской ССР принял постановление об учреждении факультета иностранных языков в Азербайджанском педагогическом институте. С этого момента началось изучение иностранных языков в вузах Азербайджана.
В первом учебном году (1937/1938) на факультет поступили 175 студентов, из которых только 95 в 1941 году смогли получить диплом.
В годы Второй мировой войны возрос спрос на знание иностранных языков. В этом же году факультет был преобразован в Педагогический институт иностранных языков. Однако, из-за войны институт не смог осуществлять деятельность и вновь стал факультетом АПИ.
В 1948 году с целью подготовки специалистов иностранных языков на основе факультета иностранных языков АПИ учрежден Педагогический институт иностранных языков.
Первым ректором института был назначен Гейбат Пашаев.
В первый год в Педагогический институт поступили 150 абитуриентов. 14 мая 1959 года Педагогический институт иностранных языков и Педагогический институт русского языка и литературы имени М. Ф. Ахундова были объединены.
4 ноября 1972 года Совет Министров Азербайджанской ССР принял закон о реорганизации Азербайджанского педагогического института языков.
C 1973 года институт начал функционировать как независимый ВУЗ. Ректором была назначена профессор, с 1998 года член-корреспондент Академии наук Азербайджана Земфира Вердиева, проработавшая на этой должности до 1995 года.
С декабря 1993 года по 2000 год ректором был профессор Горхмаз Гулиев.
13 июня 2000 года Азербайджанский государственный институт языков преобразован в Азербайджанский университет языков. 30 июля 2000 года ректором университета назначен доктор психологических наук, профессор Самед Сеидов.
С 1 июня 2017 года ректором университета является доктор филологических наук, профессор, действительный член Национальной академии наук Азербайджана Камал Абдуллаев.

## Общие сведения
Университет является государственным. Находится в подчинении Министерства образования Азербайджана.
В университете преподает около 600 преподавателей. Из них 37 профессоров, 157 доцентов, 211 старших преподавателей, 157 преподавателей.
На 2022 год в университете обучается 4500 студентов.
Университет располагает материально-технической базой, в том числе двумя библиотеками, оборудованными техникой и экспериментальной фонетической лабораторией.

## Факультеты
- Факультет образования

Факультет создан в 2017 году на основе педагогических факультетов английского и немецкого языков и английского и французского языков. На факультете имеются следующий кафедры: фонетика английского языка, грамматика английского языка, лингвокультурология, лексикология и стилистика английского языка, инновации в обучении, лексикология и стилистика немецкого языка, лексикология и стилистика французского языка, методика преподавания иностранных языков, педагогика, психология, иностранные языки, гражданская оборона и основы медицинских знаний.
- Факультет международных отношений и управления

Факультет создан 19 октября 2001 года. При факультете действуют следующий кафедры: международные отношения, регионоведение, философия и общественные науки, иностранные языки, информационные технологии, Кавказоведение. На факультете преподают иностранные учителя из Румынии, Индии, Венгрии и Китая.
- Факультет филологии и журналистики

Факультет создан 7 февраля 2013 года на основе факультета французского и немецкого языков и факультета филологии. Кафедры факультета: фонетика и грамматика французского языка, иностранные языки, литература зарубежных стран, азербайджанская литература, азербайджанское языкознание, методика преподавания иностранных языков, общее языкознание, фонетика и грамматика немецкого языка, фонетика и грамматика английского языка.
- Факультет перевода и культурологии

Азербайджанский университет языков. В Центре индонезийских исследований. Справа проф. Хабиб Зарбалиев (5.1.2019).

Факультет начал функционировать в 2000 году. В 2017 году факультет был переименован в факультет перевода и культуроведения. Преподаются английский, испанский, французский, немецкий, итальянский, индонезийский и корейский языки.
Факультет тесно сотрудничает с университетами Хаджитепе в Турции, Мурсия в Испании, Милан в Италии, Ханкук и Чонбук в Корее и Страсбург во Франции.
На факультете преподают носители испанского и корейского языков на соответствующих кафедрах.
Развивается сотрудничество с посольствами. Испанский посол Игнасио Санчез, колумбийский Марат Галинда, мексиканский Хуан Родриго, перуанский Луис Чанг Болдрини, аргентинский Карлос Данте Рива, кубинский Альфредо Фидель, и посол Коста-Рики Хаиро Франсиско Лопес посещали факультет и проводили беседы с учителями и студентами разных кафедр.
Факультет имеет 3 кафедры: теория и практика германских языков, теория и практика романских языков, иностранные языки.
При факультете действуют следующие центры:
- Центр испанского языка
- Центр корейской культуры
- Центр итальянского языка
- Немецкий читальный зал
- Факультет дополнительного образования и практики

Факультет начал деятельность в 2001 году. Факультет охватывает следующие направления: повышение квалификации, переподготовка кадров, усовершенствование кадров, повторное высшее и среднее специальное образование, образование пожилых.

## Департаменты
- Департамент международных отношений

При департаменте созданы центр Америки, центр исследований Индонезии, центр исследований Израиля и Ближнего Востока, центр индийского языка и культуры, центр Австрии, информационный центр Франции, центр Японии, центр итальянского языка, центр университета Франкофония, немецкий читальный зал, центр корейской культуры, центр испанского языка, скандинавский центр, Институт Конфуция, центр культуры и языка Азербайджана в Китае и центр культуры и языка Азербайджана в Индонезии.
- Департамент науки

Департамент создан 11 сентября 2017 года. При департаменте функционируют отдел научных исследований и публикаций, отдел научного сотрудничества, студенческое научное общество.

## Печатные издания
В университете издаются журналы «Научные новости университета», «Язык и литература», «Актуальные проблемы международных отношений».
С декабря 2000 года университетом выпускается газета «Полиглот» периодичностью раз в месяц. В 2009 году газета, как официальный пресс-центр Азербайджанского Университета Языков была принята в Совет прессы.

## Лаборатории
- Научно-исследовательская лаборатория мультикультурализма
- Научно-исследовательская лаборатория «Центр россиеведения»
- Научно-исследовательская лаборатория «Азербайджановедение»
- Научно-исследовательская лаборатория Сравнительной фольклористики

## Информационно-ресурсный комплекс «Sabah»
Ресурсный центр начал свою деятельность в 2014 году. В комплексе имеется 12 групп «Sabah» по двум специальностям: учитель иностранного языка (английский язык) и Перевод (английский язык).
Действуют Служба информационно — коммуникационных технологий, Центр академического письма и чтения.

## Международное сотрудничество
Университет сотрудничает с вузами за пределами Азербайджана, в том числе с французскими университетами Тур и Лион, немецким Гёте, а также британским Кембриджем. Сотрудничество заключается в подготовке кадров, а также научном направлении.

## Международные центры

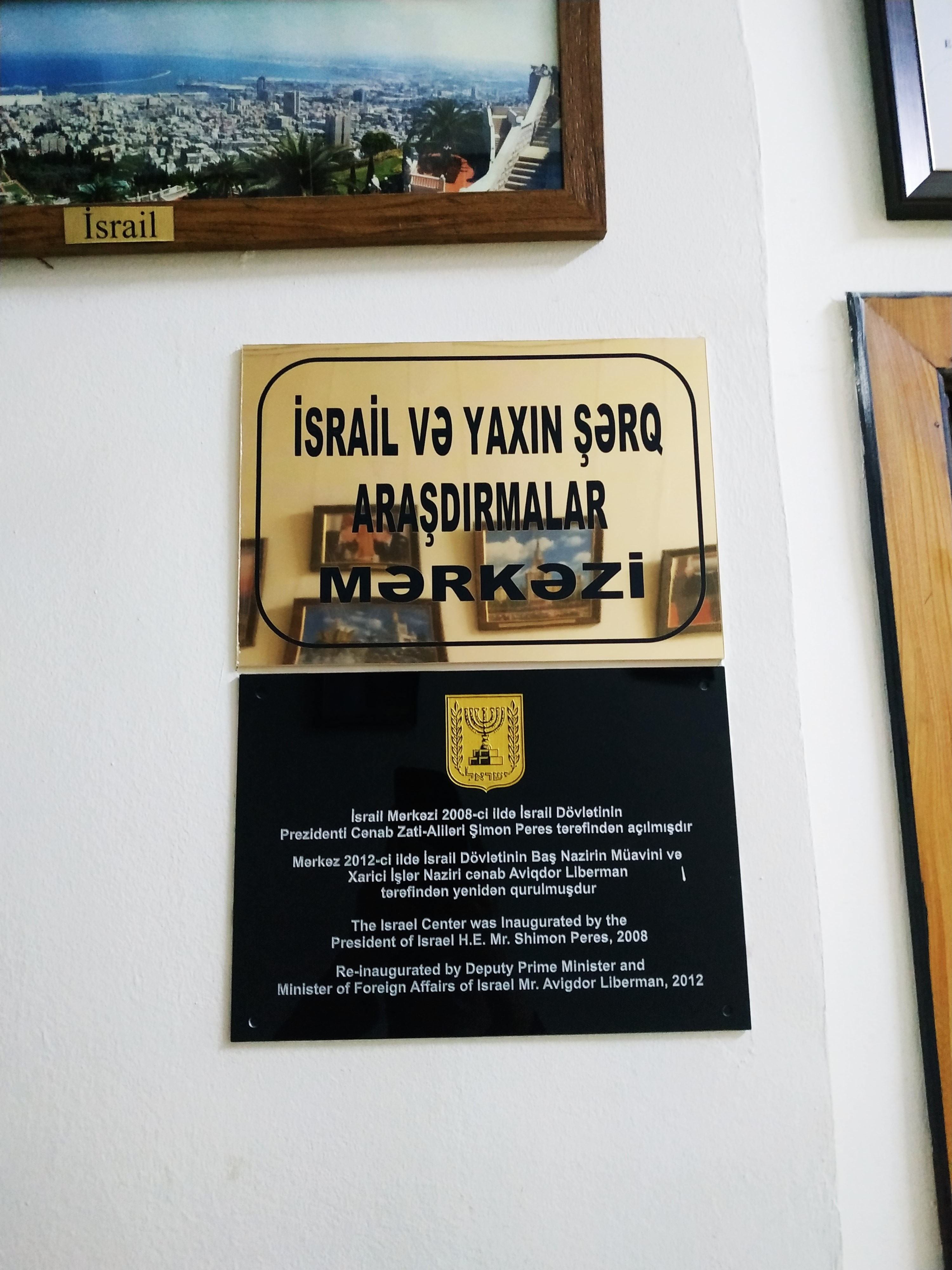
Центр исследования Израиля и Ближнего Востока в Азербайджанском университете языков

При университете действуют центры языка и культуры зарубежных стран, в том числе:
- Центр французского языка и культуры им. Жорж Санд[10][11].
- Центр венгерского языка и культуры
- Центр исследования Турции
- Австрийский центр
- Центр Университета Франкофонии
- Индонезийский исследовательский центр
- Центр исследования Израиля и Ближнего Востока
- Корейский культурный центр
- Центр сербского языка и культуры[12]
- Центр исследования Японии
- Немецкий читальный зал
- Центр индийского языка и культуры
- Центр испанского языка
- Центр итальянского языка
- Бакинский Американский Центр
- Скандинавский центр
- Центр румынского языка и культуры
- Центр пакистанского языка и культуры
- Германская служба академических обменов
- Научно-исследовательская лаборатория «Центр Россиеведения»

Центр французского языка и культуры открыт 5 февраля 2020 года.
С 2009 года в университете действует итальянский центр. Центр создан при участии посольства Италии. Книжный фонд центра насчитывает 800 экземпляров. Присутствуют аудио-, видеоматериалы, газеты и журналы на итальянском.

## Научная деятельность
15 апреля 2024 года состоялась презентация методического пособия Государственного экзаменационного центра Азербайджана для сертификационного экзамена по азербайджанскому языку «Требования к уровням навыков владения азербайджанским языком». Пособие подготовлено сотрудниками Азербайджанского университета языков Сабиной Алиевой, Хузурой Агаевой, Рамигой Ширалиевой, Фидан Алескеровой под редакцией Жали Гарибовой. Пособие подготовлено с учётом нормативов Общеевропейских компетенций владения иностранным языком (CEFR).

## Ректоры
- Гейбат Пашаев (1949)
- Афшан Гедимбейова[азерб.] (1949—1956)
- Земфира Вердиева[азерб.] (1973—1993)
- Фахраддин Вейсали[азерб.] (25 января 1993 — 06 сентября 1993)
- Горхмаз Гулиев[азерб.] (1993—2000)
- Самед Сеидов (30 июня 2000 — 24 ноября 2015)[15][16]
- Афган Абдуллаев (и. о.) (2015—2017)
- Камал Абдуллаев (c 1 июня 2017)[17]

## Музей
В сентябре 2017 года учрежден музей университета. В музее имеются уголок, где выставлены фотографии ректоров, профессоров, почетных докторов университета, книги профессоров университета.

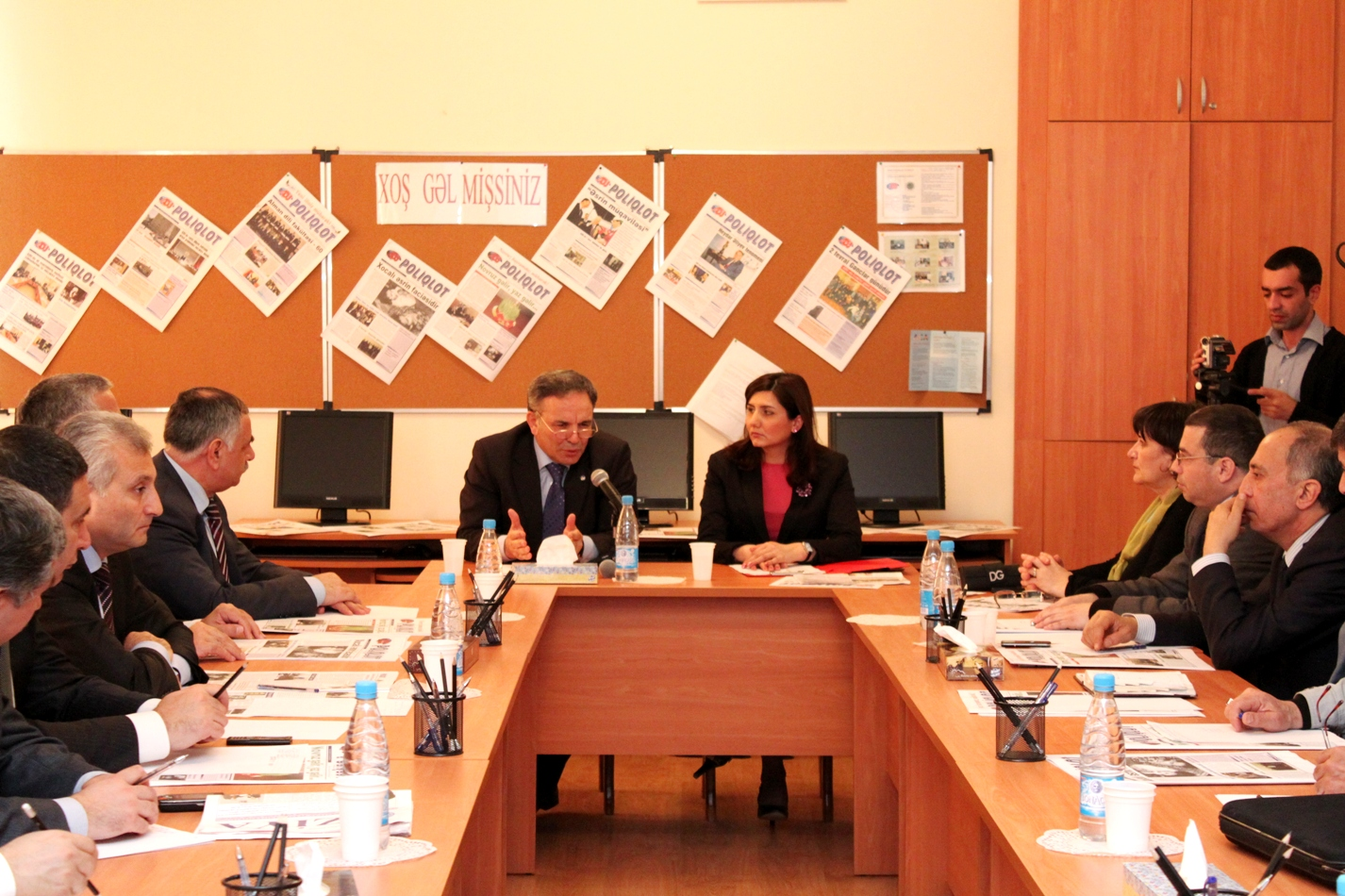
Мероприятие в Азербайджанском университете языков

## Выпускники
- Новруз Мамедов — премьер-министр Азербайджана (21 апреля 2018 — 8 октября 2019)

- Азад Рагимов — министр молодежи и спорта Азербайджана[19]
- Абульфаз Гараев — министр культуры Азербайджана (30 января 2006 — 21 мая 2020)[19]
- Гусман, Михаил Соломонович — первый заместитель генерального директора ТАСС.
- Теймурзаде, Айсель Магомет кызы — азербайджанская R&B-певица
- Ирада Ибрагимова — азербайджанская певица
- Лала Мамедова — азербайджанская певица
- Каспаров, Гарри Кимович — советский и российский шахматист, 13-й чемпион мира по шахматам, шахматный литератор и политик.
- Фуад Мухтаров — азербайджанский журналист BBC, переводчик, первый заместитель главного редактора Azernews